# Huxelhydrus
Huxelhydrus là một chi bọ cánh cứng trong họ Dytiscidae.
Chi này được Sharp miêu tả khoa học lần đầu tiên vào năm 1882.

## Các loài
Chi này gồm các loài:
- Huxelhydrus syntheticus Sharp, 1882
- Huxelhydrus virgatus Broun, 1893